# Tiền Nguyên Quán
Tiền Nguyên Quán (giản thể: 钱元瓘; phồn thể: 錢元瓘; bính âm: Qián Yuánguàn, 887-941), nguyên danh Tiền Truyền Quán (錢傳瓘), gọi theo thụy hiệu là Ngô Việt Văn Mục Vương, tên tự Minh Bảo (明寶), là quốc vương thứ nhì của nước Ngô Việt thời Ngũ Đại Thập Quốc. Trong thời gian ông trị vì, vương quốc tập trung tại khu vực Chiết Giang ngày nay. Ông kế vị cha Tiền Lưu vào năm 932, tiếp tục cai trị cho đến năm 941. Ba quốc vương sau đó của Ngô Việt đều là vương tử của ông.

## Thân thế
Tiền Truyền Quán sinh năm 887, trong thời gian trị vì của Đường Hy Tông, khi đó cha Tiền Lưu của ông đang giữ chức Hàng châu thứ sử, và là chư hầu của Uy Thắng tiết độ sứ Đổng Xương. Ông là thất tử của Tiền Lưu, mẹ của ông là Trần thị- thiếp của Tiền Lưu.

## Làm con tin
Năm 902, lúc này Tiền Lưu đang giữ chức tiết độ sứ của Trấn Đông và Trấn Hải, và phải đối mặt với một cuộc binh biến của Từ Oản (徐綰) và Hứa Tái Tư (許再思), ngoài ra Ninh Quốc tiết độ sứ Điền Quân còn đem quân đến tiếp viện cho Từ và Hứa. Khi Tiền Lưu tập hợp các con và hỏi: "Ai có thể làm rể của Điền thị" (nhằm cầu hòa), không ai đáp lại. Tiền Lưu định khiển ấu tử Tiền Truyền Cầu (錢傳球), song Truyền Cầu từ chối, Tiền Lưu rất phẫn nộ và định giết Truyền Cầu, Tiền Truyền Quán quyết định thỉnh xin đi. Chính thất của Tiền Lưu là Ngô phu nhân yêu quý Truyền Quán nên khóc không thành tiếng, và không muốn cử ông đi, song Tiền Truyền Quán đáp: "Trừ nạn cho quốc gia, sao có thể tiếc thân?" Tiền Truyền Quán dời đi cùng với Điền Quân, và dường như kết hôn với một nữ nhi của Điền Quân.
Năm 904, Điền Quân bất mãn nên quyết định nổi dậy chống lại Hoài Nam tiết độ sứ Dương Hành Mật (trước đó Điền Quân là chư hầu của Dương Hành Mật). Sau khi liên tiếp thất bại và rơi vào tình thế tuyệt vọng, Điền Quân định giết Tiền Truyền Quán, song Tiền Truyền Quán thoát chết nhờ được mẹ của Điền Quân là Ân thị và Tuyên châu đô ngu hậu Quách Sư Tòng (郭師從) luôn bảo hộ. Sau khi Điền Quân bị đánh bại và bị giết, Tiền Truyền Quán trở về Hàng châu cùng với Quách Sư Tòng, Quách Sư Tòng trở thành thuộc hạ dưới quyền Tiền Lưu.

## Dưới quyền phụ thân

### Thời Hậu Lương
Năm 907, Tuyên Vũ tiết độ sứ Chu Toàn Trung soán vị triều Đường, mở đầu triều Hậu Lương, bản thân trở thành Hậu Lương Thái Tổ. Tiền Lưu công nhận Hậu Lương, được Hậu Lương Thái Tổ phong làm Ngô Việt vương, quốc gia của Tiền Lưu do đó được gọi là Ngô Việt.
Một thời gian ngắn trước khi được phong tước Ngô Việt vương, Tiền Lưu khiển Tiền Truyền Liệu và Tiền Truyền Quán đi đánh Ôn châu và Xử châu, hai châu này thuộc về Trấn Đông quân song được cai quản độc lập dưới quyền huynh đệ Lô Cát (盧佶) và Lô Ước (盧約). Tiên đoán Tiền Truyền Liệu và Tiền Truyền Quán sẽ dùng thủy quân, Lô Cát đem thủy quân đến cự chiến tại Thanh Áo. Tiền Truyền Quán nhận định thủy quân của Lô Cát đều là tinh binh và không nên giao chiến, ông cùng binh lính tiến đến An Cố, đổ bộ và tiến thẳng đến Ôn châu. Họ nhanh chóng chiếm được Ôn châu và bắt giữ, giết chết Lô Cát. Tiền Lưu tiếp tục lệnh cho Truyền Liệu và Truyền Quán di binh thảo Xử châu, Lô Ước đầu hàng Ngô Việt.
Năm 913, Hành doanh chiêu thảo sứ Lý Đào (李濤), của Ngô suất hai vạn quân tiến công Ngô Việt, vượt Thiên Thu lĩnh hướng đến quê nhà Y Cẩm quân của Tiền Lưu. Tiền Lưu phong Hồ châu thứ sứ Tiền Truyền Quán làm Bắc diện ứng viện đô chỉ huy sứ và đem quân đi ngăn chặn, trong khi khiển Tiền Truyền Liệu đem thủy quân tiến công Đông Châu của Ngô để phân tán quân Ngô. Tiền Truyền Quán nhận thấy đường qua Thiên Thu lĩnh hiểm trở và hẹp, sai người đốn cây cối để chặn đường tiến quân của quân Ngô và sau đó tiến công, kết quả quân Ngô chiến bại, Tiền Truyền Quán bắt được Lý Đào và 3.000 quân Ngô. Cuối năm đó, Ngô khiển Tuyên châu phó chỉ huy sứ Hoa Kiền (花虔) đem binh đến hội với Quảng Đức trấn át sứ Qua Tín (渦信), mục đích là để tiếp tục lên kế hoạch tiến công Y Cẩm quân. Tiền Truyền Quán chủ động tiến công Quảng Đức, bắt giữ Hoa Kiền và Qua Tín. Tuy nhiên, khi Tiền Truyền Quán, Tiền Truyền Liệu và một huynh đệ khác là Tiền Truyền Anh (錢傳瑛) cùng tiến công Thường châu của Ngô, họ chiến bại trước phụ chính Từ Ôn và tướng Trần Hựu (陳祐) của Ngô, nhiều binh sĩ Ngô Việt tử chiến.
Cuối năm 913, Hoàng đế Hậu Lương đương thời là Chu Trấn phong cho Tiền Truyền Quán là kiểm hiệu thái bảo, Đại Bành huyện khai quốc nam, thực ấp 300 hộ. Sang năm 914, ông được bổ nhiệm đặc tiến, Quảng Lộc đại phu, tiến tước Đại Bành huyện khai quốc hầu, thực ấp 1.000 hộ.
Năm 919, theo chỉ của Chu Trinh, Tiền Lưu phong tiết độ phó đại sứ Tiền Truyền Quán làm Chư quân đô chỉ huy sứ, suất 500 chiến hạm, đánh Ngô từ Đông Châu. Ngô khiển Thư châu thứ sử Bành Ngạn Chương (彭彥章) cùng phó tướng Trần Phần (陳汾) cự chiến. Để chuẩn bị cho trận chiến, Tiền Truyền Quán cho đưa tro, cát và đậu lên các thuyền. Khi hai bên chạm mặt ở Lang Sơn Giang, Tiền Lưu cho các chiến hạm đến vị trí thuận chiều gió và sau đó rải tro vào các chiến hạm của quân Ngô, khiến binh lính Ngô không thể trông thấy các chiến hạm của Ngô Việt. Sau đó, Tiền Truyền Quán cho trải cát ra sàn các chiến hạm của mình, trong khi ném đậu vào chiến hạm của Ngô, khiến sàn các chiến hạm của Ngô đầy hạt đậu và binh lính Ngô sau đó trượt ngã và không thể hành động một cách nhanh chóng. Kế tiếp, Tiền Truyền Quán cho ném đuốc vào các chiến hạm của Ngô khiến chúng bốc cháy, quân Ngô thảm bại. Trần Phần không đến cứu viện cho Bành Ngạn Chương, vị chỉ huy này quyết định tự sát. Sau đó, Tiền Lưu lệnh cho Tiền Truyền Quán tiến công Thường châu, Từ Ôn đích thân đem quân Ngô đến cự chiến. Khi đó, thời tiết khô hanh, quân Ngô có thể dùng hỏa công chống lại quân Ngô Việt, khiến binh lính Ngô Việt hoảng sợ. Các tướng Ngô Việt là Hà Phùng (何逢) và Ngô Kiến (吳建) bị quân Ngô giết, Tiền Truyền Quán buộc phải chạy trốn. Từ Ôn nhân cơ hội này để thiết lập hòa bình giữa hai nước bằng việc trao trả các tù binh bị quân Ngô bắt, và theo ghi chép thì trong 20 năm sau đó, giữa hai nước không xảy ra vụ đụng độ lớn nào.
Năm 920, Chu Trấn bổ nhiệm Tiền Truyền Quán là Thanh Hải tiết độ sứ, và chức Đồng bình chương sự, tuy nhiên Thanh Hải quân lúc này thực tế nằm dưới quyền cai quản của nước Nam Hán. Năm 923, khi Chu Trấn phong Tiền Lưu làm Ngô Việt quốc vương, Tiền Lưu nay có được chủ quyền và bổ nhiệm Tiền Truyền Quán là lưu hậu của Trấn Hải và Trấn Đông, tổng quản phủ sự.
Đương thời, Tiền Truyền Quán đã hơn 30 tuổi mã chưa có đích tử với chính thất Mã thị, song khi đó quan lại của Ngô Việt không được phép có tiểu thiếp theo lệnh của Tiền Lưu, do vậy Mã thị đến gặp Tiền Lưu để xin cho Tiền Truyền Quán được miễn. Tiền Lưu vui mừng trả lời: Tế tự nhà ta, con là thực chủ." Do đó, Tiền Lưu cho phép Tiền Truyền Quán nạp thêm thiếp, và họ sinh cho ông nhiều nhi tử, Mã thị đối đãi với chúng như những nhi tử thân sinh.

### Thời Hậu Đường
Cũng vào năm 923, Hậu Đường diệt Hậu Lương. Năm 924, Tiền Lưu thiết lập quan hệ triều cống với Hậu Đường, xưng thần với Hậu Đường Trang Tông. Hậu Đường Trang Tông ban tất cả các chức tước mà Hậu Lương từng ban cho Tiền Lưu. Hậu Đường Trang Tông bổ nhiệm Tiền Truyền Quán làm Thanh Hải tiết độ sứ, lưu hậu của Trấn Hải và Trấn Đông, Trung thư lệnh, kiểm hiệu thái sư, và Khai phủ nghi đồng tam ti.
Năm 926, Tiền Lưu bị ốm trong một thời gian ngắn, ông ta đến Y Cẩm quân để tĩnh dưỡng, giao lại quốc sự tại Hàng châu cho Tiền Truyền Quán xử lý, Tiền Lưu sau đó phục hồi và trở về Hàng châu.
Năm 928, Tiền Lưu muốn chính thức lập Tiền Truyền Quán làm người kế nhiệm, song do Tiền Truyền Quán không phải là trưởng tử nên ông đã quyết định tập hợp các vương tử và tuyên bố sẽ lập ai có nhiều công lao nhất làm người kế nhiệm. Đáp lại, các huynh của Truyền Quán là Truyền Trù (傳懿), Truyền Liệu, và đệ là Truyền Cảnh (傳璟) đều ủng hộ Truyền Quán. Sau đó, Tiền Lưu thượng biểu cho Hậu Đường Minh Tông xin trao chức tiết độ sứ của Trấn Hải và Trấn Đông cho Tiền Truyền Quán, Hậu Đường Minh Tông chấp thuận lời thỉnh cầu.
Năm 929, mối quan hệ giữa Ngô Việt và Hậu Đường bị xấu đi. Hậu Đường Minh Tông ban cho Tiền Lưu chức Thái sư để trí sĩ và tước tất cả các chức tước khác của Tiền Lưu, và còn ra lệnh cho các địa phương của Ngô Việt bắt hết sứ giả của Ngô Việt. Tiền Lưu lệnh cho Tiền Truyền Quán cùng thượng biểu kêu oan song không được xem xét. Năm 931, Hậu Đường Minh Tông phục quan tước cho Tiền Lưu.
Năm 932, Tiền Lưu lâm bệnh nặng. Mặc dù trước đó đã chỉ định Tiền Truyền Quán là người kế nhiệm của mình, song để kiểm tra lòng trong thành của các thuộc hạ, Tiền Lưu tuyên bố: "Ta chắc sẽ không qua khỏi cơn bệnh này, các con ta đều ngu muội và nhu nhược, ai có thể làm soái đây?" Các thuộc hạ đều đáp lại: "Lưỡng Trấn lệnh công [tức Tiền Truyền Quán] nhân hiếu lại có công lao, thì có ai dám không ủng hộ!" Tiền Lưu do đó đã giao ấn khóa cho Tiền Truyền Quán, tuyên bố: "Tướng lại đều tiến cử con, hãy cai quản cho tốt." Ông cũng nói: "Tử tôn của ta thiện sự Trung Quốc [tức triều đình ở Trung Nguyên], bất kể khi xảy ra thay đổi triều đại." và qua đời sau đó. Tiền Truyền Quán kế vị, tức Ngô Việt Văn Mục vương.

## Trị vì

### Làm Tiết độ sứ
Sau khi Tiền Lưu qua đời, Tiền Truyền Quán cùng các huynh đệ thoạt đầu để tang trong cùng một lều, song Nội nha chỉ huy sứ Lục Nhân Chương (陸仁章) chỉ ra rằng cần có sự khác biệt giữa ông và những người còn lại, vì thế ông để tang trong một lều riêng. Ông đổi tên thành Tiền Nguyên Quán, các huynh đệ của ông cũng cải tên theo cách tương tự (Truyền cải thành Nguyên). Ông không dùng tước vương hay quốc vương trong giao thiệp với triều đình Hậu Đường, mà chỉ xưng là tiết độ sứ. Ông giao phó chính sự cho Tào Nhân Đạt (曹仁達) và giao quyền cất nhắc các quan lại cho tướng Thẩm Tung (沈崧). Trong khi đó, các quan lại từ lâu đã bất mãn trước quyền lực của Nội nha chỉ huy sứ Lục Nhân Chương và Lưu Nhân Kỉ (劉仁杞), và một hôm chư tướng cùng đến phủ của Tiền Truyền Quán, yêu cầu giết chết Lục Nhân Chương và Lưu Nhân Kỉ. Đáp lại, Tiền Nguyên Quán khiển tụng tử Tiền Nhân Tuấn (錢仁俊) ra thông báo với họ:
Nhị tướng phụng sự tiên Vương từ lâu. Ta đang muốn thưởng công cho họ, song lũ ngươi lại muốn giết họ vì thù hằn cá nhân, sao chấp thuận được?. Ta là Vương của các ngươi, các ngươi nên nghe lệnh của ta. Nếu không tán đồng, ta sẽ về Lâm An và nhường đường cho người hiền.

Chư tướng sợ hãi và đều thoái lui. Sau đó, Tiền Nguyên Quán khiển Lục Nhân Chương và Lưu Nhân Kỉ đi nhậm chức Cù châu thứ sử và Hồ châu thứ sử. Theo ghi chép, ông cũng khuyến khích hòa thuận giữa các tướng lại khi từ chối truy vấn khi ai đó thượng thư cáo buộc khuyết điểm của người khác. Năm 933, Hậu Đường Minh Tông phong tước Ngô vương cho Tiền Nguyên Quán.
Tiền Nguyên Quán hậu đãi các huynh đệ, khi Trung Vũ- Kiến Vũ tiết độ sứ Tiền Nguyên Liệu đến Hàng châu yết kiến, Tiền Nguyên Quán dùng lễ người trong nhà để tiếp đãi, dâng rượu mừng thọ, nói, "Ngôi vị này là của huynh. Tiểu tử ngồi đây được là do huynh ban cho." Tiền Nguyên Liệu đáp: "tiên Vương chọn người hiền để kế vị. Nay quân thần đã định, Nguyên Liệu chỉ biết trung thuận thôi." Hai người xúc động khóc không thành tiếng. Tuy nhiên, khi cần thiết, ông vẫn sẵn sàng có hành động chống lại các huynh đệ, như vào năm 933, đệ của ông là Thuận Hóa tiết độ sứ Tiền Nguyên Hướng (錢元珦) kiêu túng bất pháp, mỗi khi ông ta thỉnh sự lên vương phủ thì đều bị bác bỏ, do vậy ông ta thượng thư thể hiện sự oán hận và vô lễ. Tiền Truyền Quán khiển nha tướng Ngưỡng Nhân Thuyên (仰仁詮) đến thủ phủ Minh châu của Thuận Hóa để triệu Tiền Nguyên Hướng, biết trước rằng người đệ này sợ Ngưỡng. Ngưỡng Nhân Thuyên bắt được Tiền Nguyên Hướng và đưa ông ta về Hàng châu, Tiền Nguyên Quán cho Tiền Nguyên Hướng sống trong biệt đệ.
Năm 934, Hậu Đường Mẫn Đế phong tước Ngô Việt vương cho Tiền Truyền Quán. Mẹ Trần thị của ông cũng qua đời vào khoảng thời gian này, và bà được hoàng đế Hậu Đường đương thời là Lý Tòng Kha truy tặng Tấn quốc thái phu nhân. Do tình cảm dành cho mẹ, ông hậu đãi gia tộc của mẹ, song không ban chức quan cho họ.
Năm 936, Hà Đông tiết độ sứ Thạch Kính Đường xưng là hoàng đế của Hậu Tấn, cùng quân Khiết Đan tiêu diệt Hậu Đường. Tiền Truyền Quán có vẻ nhanh chóng xưng thần với Hậu Tấn, vì cuối năm đó Hậu Tấn Cao Tổ bổ nhiệm ông là Thiên hạ binh mã phó nguyên soái.
Năm 937, Tiền Nguyên Quán tước bỏ chức tiết độ sứ và Đồng bình chương sự của Tiền Nguyên Hướng, giáng Nguyên Hướng làm thứ dân. Trong cùng năm, Tiền Nguyên Quán, tiếp tục nghi ngờ một đệ khác là Tiền Nguyên Tuất (錢元㺷), người này thu gom vũ khí và cố gắng kết đảng với nhiều quan lại, đặc biệt là sau khi Tiền Nguyên Tuất từ chối thu binh và đi nhậm chức ở Ôn châu. Tận dụng thời cơ khi Tiền Nguyên Tuất đang dự tiệc trong vương phủ, Tiền Truyền Quan sát hại cả Tiền Nguyên Tuất và Tiền Nguyên Hướng. Sau đó, ông tiếp tục xem xét việc trừng phạt các quan lại liên kết chặt chẽ với Tiền Nguyên Tuất và Tiền Nguyên Hướng, song do Tiền Nhân Tuấn khuyên can, ông quyết định khoan dung.

### Làm Ngô Việt vương
Cũng vào năm 937, Hậu Tấn Cao Tổ ban cho Tiền Truyền Quán các danh dự Hưng Bang Bảo Vận Sùng Đức Trung Đạo công thần, Thiên hạ binh mã phó nguyên soái, tiết độ sứ Trấn Hải và Trấn Đông, Chiết Giang đông tây đẳng xứ, Khai phủ nghi đồng tam ty, kiểm hiệu thái sứ giữ chức Trung thư lệnh, Hàng châu-Việt châu đại đô đốc phủ trưởng sử, Thượng trụ quốc, cầm ấp 15000 hộ, thực phong 1500 hộ. Sau đó, Tiền Nguyên Quán "phục kiến quốc", ra lệnh xá trong lãnh địa, lập Tiền Hoằng Tổn (錢弘僔) làm thế tử, bổ nhiệm Tào Trọng Đạt, Thẩm Tung, Bì Quang Nghiệp (皮光業) là thừa tướng.
Năm 939, chính thất của Tiền Truyền Quán là Mã thị qua đời.
Năm 940, Mân vương Dương Hi tranh chấp với đệ là Kiến châu thứ sử Vương Diên Chính, cuối cùng nổ ra nội chiến. Vương Hy phái 4 vạn quân bao vây Kiến châu, Vương Diên Chính cầu viện Ngô Việt. Bất chấp lới can gián của thừa tướng Lâm Đỉnh (林鼎), Tiền Nguyên Quán vẫn khiển Ninh Quốc tiết độ sứ-Đồng bình chương sự Ngưỡng Nhân Thuyên và Nội đô giám sứ Tiết Vạn Trung đem 4 vạn lính đến cứu viện cho Vương Diên Chính. Tuy nhiên, khi quân Ngô Việt đến nơi thì Vương Diên Chính đã đẩy lui cuộc tiến công của Vương Hi, Vương Diên Chính tặng quà cho quân Ngô Việt và thỉnh cầu quân Ngô Việt triệt thoái. Tuy nhiên, Ngưỡng Nhân Thuyên và Tiết Vạn Trung từ chối và dựng trại ở gần châu thành. Vương Diên Chính lo sợ và quay sang cầu viện Vương Hy, Vương Hy khiển Tuyền châu thứ sử Vương Kế Nghiệp (王繼業) suất 2 vạn quân đến cứu viện. Sau đó, Vương Diên Chính tiến công quân Ngô Việt, Ngưỡng Nhân Thuyên và Tiết Vạn Trung thua trận và chạy trốn. Cũng trong năm 940, Hậu Tấn Cao Tổ bổ nhiệm Tiền Nguyên Quán là Thiên hạ binh mã đô nguyên soái, Thượng thư lệnh.
Năm 941, vương phủ thự của Ngô Việt xảy ra hỏa hoạn, cung thất và phủ khố bị cháy gần hết. Tiền Nguyên Quán kinh sợ, phát cuồng tật. Các quan lại của Nam Đường (thay thế Ngô) đều khuyến khích Nam Đường Liệt Tổ công chiếm Ngô Việt. Tuy nhiên, Hoàng đế Nam Đường không muốn tận dụng thời cơ này, thay vào đó ông ta khiển sứ giả sang chúc Tiền Truyền Quán bình phục, ngoài ra còn tặng quà.
Ngoài việc phát cuồng tật, thể chất của Tiền Truyền Quán cũng suy sụp, ông giao phó Tiền Hoằng Tá (Tiền Hoằng Tổn qua đờì năm 940) cho Nội đô giám Chương Đức An (章德安), sau đó qua đời. Tiền Hoằng Tá tức vị, được Hậu Tấn Cao Tổ sắc phong là Ngô Việt quốc vương.

## Gia quyến
Thê thiếp
- Điền thị, nhi nữ của Điền Quân
- Cung Mục phu nhân Mã thị
- Nhân Huệ phu nhân Hứa Tân Nguyệt, sinh Hoằng Tá
- Cung Ý phu nhân Ngô Hán Nguyệt, sinh Hoằng Thục
- Phu thị, sinh Hoằng Tổn và Hoằng Tông
- Trần thị, sinh Hoằng Trạm và Hoằng Ác

Tử
- Tiền Hoằng Tuân (錢弘僎), Quỳnh Sơn hầu
- Tiền Hoằng Huyên (錢弘儇) (913-966), nguyên danh Tiền Hoằng Xưng (錢弘偁), Chương Vũ-Tiết Huệ tiết độ sứ
- Tiền Hoằng Hựu (錢弘侑), Tây An hầu
- Tiền Hoằng ? (錢弘侒̵)
- Tiền Hoằng Tổn (錢弘僔) (925-940), Hiếu Hiến thế tử, phong năm 937
- Tiền Hoằng Tá (錢弘佐), Ngô Việt Trung Hiến Vương
- Tiền Hoằng Tông (錢弘倧), Ngô Việt Trung Tốn Vương
- Tiền Hoằng Trạm (錢弘偡), Ngô Hưng Cung Nghĩa Vương
- Tiền Hoằng Thục (錢弘俶), sau cải thành Tiền Thục, Ngô Việt Trung Ý Vương
- Tiền Hoằng Ức (錢弘億), sau cải thành Tiền Ức (錢億), Phụng Quốc-Khang Hiến tiết độ sứ
- Tiền Hoằng Nghi (錢弘儀) (932-979), sau cải thành Tiền Nghi (錢儀), Khai quốc Bành Thành hầu
- Tiền Hoằng Ác (錢弘偓) (934-958), Cù châu thứ sử
- Tiền Hoằng Ngưỡng (錢弘仰) (935-958), Thai châu thứ sử
- Tiền Hoằng Tín (錢弘信) (937-1003), sau cải thành Tiền Tín (錢信), rồi Tiền Nghiễm (錢儼), Chiêu Hóa-Tĩnh Nguyên tiết độ sứ